# Miss Mato Grosso do Sul 2012
Miss Mato Grosso do Sul 2012 foi a 31ª edição do tradicional concurso de beleza feminino de Miss Mato Grosso do Sul, que envia a melhor candidata sul-matogrossense para a disputa nacional de Miss Brasil 2012. A competição contou com a participação de dezessete (17)  municípios do Estado e suas respectivas aspirantes municipais. O evento foi apresentado pela Miss Brasil 2011 Priscila Machado e o jornalista Cadu Bortolot. A coordenação do evento é comandada, desde o ano passado pela Arena Models, representada por Melissa Tamaciro. O certame foi realizado no dia 9 de Agosto dentro do Centro de Convenções Rubens Gil de Camilo, localizado em Campo Grande. Raíza Vidal, vencedora do título no ano anterior coroou sua sucessora ao título no final do certame.

## Resultados

### Colocações
| Posição                 | Cidade e Candidata |
| Vencedora               | - Três Lagoas - Karen Recalde |
| 2º. Lugar               | - Campo Grande - Haru Chiuji |
| 3º. Lugar               | - Naviraí - Vanessa Carlim |
| 4º. Lugar               | - Sidrolândia - Aline Gimelli |
| 5º. Lugar               | - Bela Vista - Angélica Alcântara |
| (TOP 10) Semifinalistas | - Aquidauana - Ilda Isabel Lando - Corumbá - Kacyana Lopes - Dourados - Monique Lourenzo - Miranda - Danielle Martins - Ponta Porã - Flávia Lino |

### Ordem dos Anúncios
| 1. Ponta Porã 2. Dourados 3. Naviraí 4. Aquidauana 5. Bela Vista 6. Corumbá 7. Três Lagoas 8. Campo Grande 9. Miranda 10. Sidrolândia | 1. Naviraí 2. Bela Vista 3. Três Lagoas 4. Sidrolândia 5. Campo Grande |  |  |

## Jurados

### Final
Ajudaram a escolher a vencedora:
1. Flávia Name, socialite;
2. Adriana Estivalet, consultora;
3. Américo Calheiros, presidente da FCMS;
4. Denize Demirdjian, Miss Mato Grosso do Sul 1983;
5. Dácio Corrêa, colunista social;
6. Roberto Higa, fotógrafo.

## Candidatas
As candidatas ao título deste ano:
| - Aquidauana - Ilda Isabel Lando - Bela Vista - Angélica Alcântara - Bonito - Carina Meurer - Brasilândia - Juliana Borges - Campo Grande - Haru Daniele Chiuji - Corumbá - Kacyana Maria Lopes | - Coxim - Mariana Karmouche - Dourados - Monique Lourenzo - Fátima do Sul - Cássia Escobar - Maracaju - Priscila do Carmo - Miranda - Danielle Martins da Silva - Naviraí - Vanessa Brum Carlim | - Ponta Porã - Flávia Lino Penha - Rio Verde - Damaris Prates - São Gabriel do Oeste - Natielen Silva - Sidrolândia - Aline Margareth Gimelli - Três Lagoas - Karen Recalde Rodrigues |

## Crossovers
Candidatas em outros concursos:

### Outros
Miss Nikkey MS
- 2012: Campo Grande - Harue Chiuji (Vencedora) [15]
  - (Sem representação municipal. Candidata nº 8)